# أكاديمية الإبداع الأمريكية (الكويت)
أكاديمية الإبداع الأمريكية في الكويت هي أكاديمية أمريكية دولية خاصة تقع في محافظة حولي, الكويت. تأسست المدرسة في عام 1997. تدرس جميع الفئات العمرية من الإبتدائية إلى الثانوية. المنهج التعليمي للمدرسة يقوم على كل من المنهج الأمريكي وكذلك المنهج الموضوع من قبل وزارة التربية والتعليم الكويتية للمادتين (العربية والإسلامية).

## الاعتماد الدولي
تم اعتماد «أكاديمية الإبداع الأمريكية في الكويت» من قبل كل من:
- مجلس المدارس الدولية (CIS).
- رابطة الولايات الوسطى للكليات والمدارس (MSA).

## شهادة التخرج
يحصل طلاب الباكالوريا الذين يتخرجون من هذه المدرسة على «شهادة البكالوريا الدولية» (IBDP).

## الروابط الخارجية
1. ↑  "American Creativity Academy - Kuwait" en. مؤرشف من الأصل في 2013-06-27. اطلع عليه بتاريخ 2020-01-03. {{استشهاد ويب}}: الوسيط غير صالح |script-title=: بادئة مفقودة (مساعدة)
2. ↑  الاعتماد الدولي، aca. [وصلة مكسورة] نسخة محفوظة 13 أبريل 2016 على موقع واي باك مشين.

- الموقع الرسمي